# 普洛斯克 (茲納緬卡區)
48°50′58″N 32°40′33″E / 48.84944°N 32.67583°E
普洛斯克（烏克蘭語：Плоске），是烏克蘭中部的村莊，隸屬基洛夫格勒州的克羅皮夫尼茨基區。該村始建於1760年，面積2.96平方公里，海拔高度145米，2001年人口371，人口密度每平方公里125.3人。